# محوطه مشینگ
محوطه مشینگ مربوط به هزاره سوم و ۲ قبل از میلاد است و در شهرستان سرباز، بخش مرکزی، دهستان مورتان، روستای مشینگ واقع شده و این اثر در تاریخ ۲۷ اسفند ۱۳۸۷ با شمارهٔ ثبت ۲۶۴۹۵ به‌عنوان یکی از آثار ملی ایران به ثبت رسیده است.